# Vaindloo
Vaindloo est une île d'Estonie dans le golfe de Finlande, en mer Baltique.

## Géographie
Elle fait partie de Vihula (commune de Vihula).

## Histoire
Un premier phare y est établi en 1718. Son phare actuel a été construit en 1871 et est géré par la Estonian Maritime Administration (en).

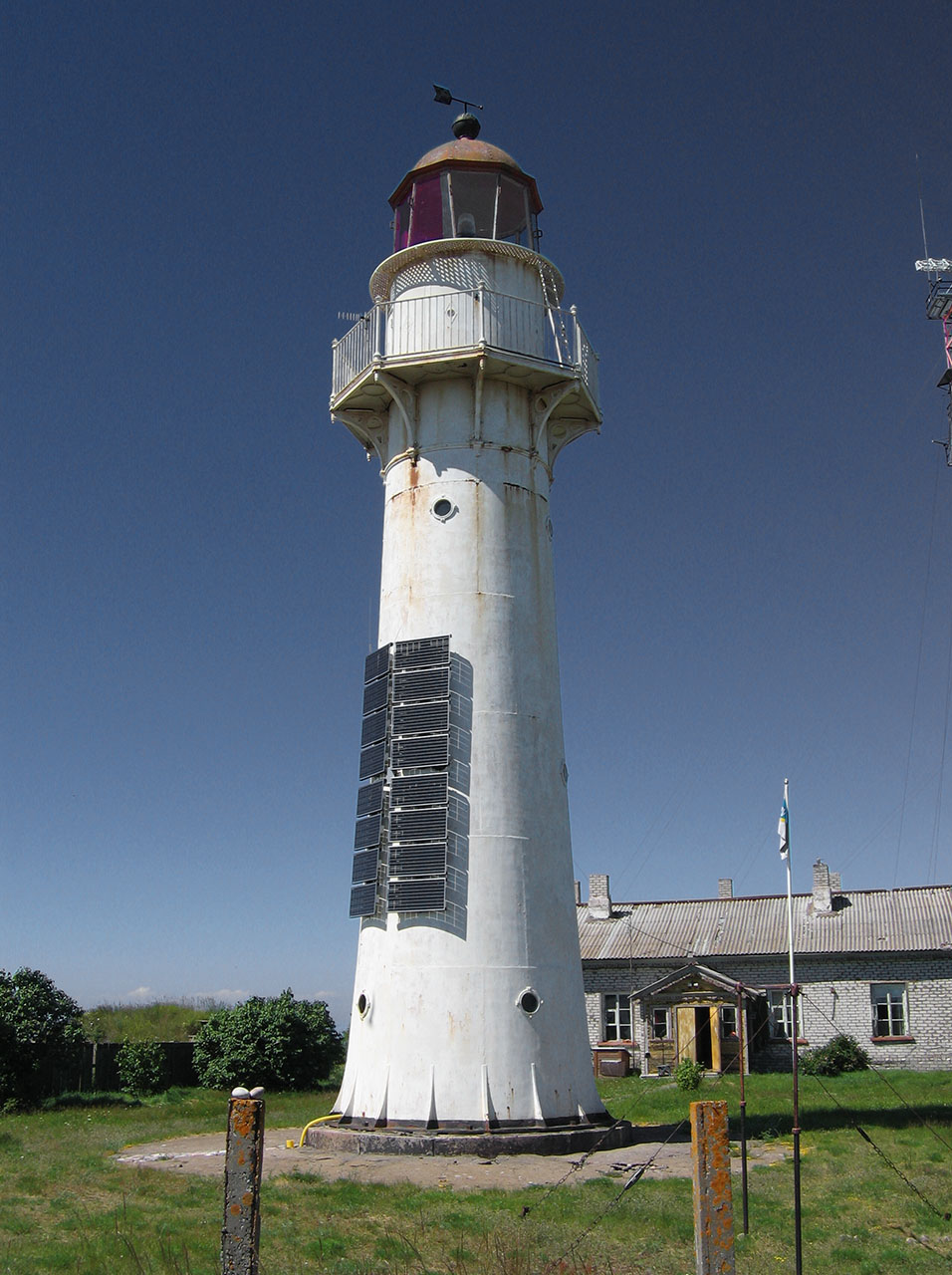
Le phare

## Faune
L'île est une importante réserve d'espèces d'oiseaux comme les  sternes pierregarins, sternes arctiques, nyctales de Tengmalm, mésanges charbonnières ou encore parmi d'autres les bécasseaux violets. 

## Situation

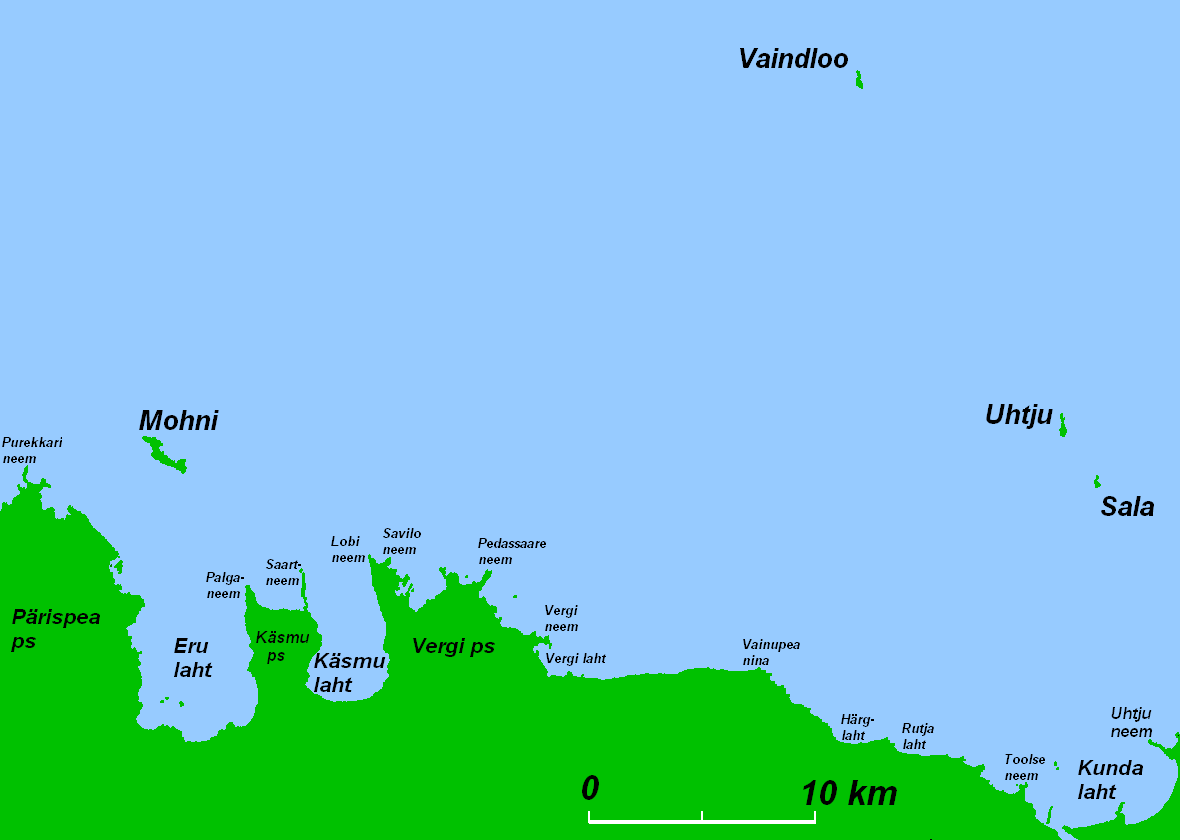
Situation de Vaindloo